# Distributionsstruktur
Unter Distributionsstruktur versteht man eine Strukturierung des Weges, den ein Produkt auf dem Weg vom Produzenten zum Kunden zurücklegt.

## Strukturierungskriterien
Die Beschreibung erfolgt beispielsweise in hierarchischen Termen, so als horizontale und vertikale Distributionsstruktur. Dabei bedeutet "horizontal" die Lager auf der gleichen Strukturebene (wie auch immer diese definiert ist), und vertikal die entsprechend definierten vertikalen Stufen.
Die Distributionsstruktur eines so beschriebenen Warenverteilungssystems besteht unter anderem aus den Elementen:
- Zahl der Lager
- Zahl der Lagerstufen
- räumliche Zuordnung der Lager zu dem Verkaufsgebiet
- Welche Lagertypen
- Welche Kunden werden von den Lagern versorgt
- Welche Transportmittel werden eingesetzt

Nicht alle Elemente einer Distributionsstruktur sind in jeder Analyse vorhanden. Das vorige Beispiel ignoriert die Transportwege, die in anderen Modellen besonders stark betont werden.
Weitere Strukturierungskriterien betrachten die Eigentumsstruktur der Distributionskette (eigene Fahrzeugflotte, Hausspedition, Spedition, Frachtbörse), die Vertriebswege (Direktverkauf, Verkauf aus eigenen Verkaufsstellen, Verkauf durch Zwischenhändler …) nationale oder internationale Distribution und entsprechende geografische Gliederung, möglicherweise in Abhängigkeit von den gewählten Verkehrsmitteln und andere, strukturell beschreibbare Kriterien.